# Елевтерохори (дем Гревена)
Вижте пояснителната страница за други значения на Елевтерохори.
Елевтерохори (на гръцки: Ελευθεροχώρι, катаревуса: Ελευθεροχώριον, Елевтерохорион) е село в Република Гърция, дем Гревена на област Западна Македония.

## География
Селото е разположено на около 15 km югоизточно от град Гревена, от южната страна на река Венетикос. Намира се на главния път Гревена-Трикала.

## История

### В Османската империя
В края на ХІХ век Елевтерохори е малко гръцко християнско село в южната част на Гревенската каза на Османската империя. Според статистиката на Васил Кънчов през 1900 година в Левтохоръ (Елефтерохоръ) живеят 74 гърци.
На Етнографската карта на Битолския вилает на Картографския институт в София от 1901 година Лефтохор (Елевтерохори) е чисто гръцко село в Гревенската каза на Серфидженския санджак с 13 къщи.
Според статистика на Серфидженския санджак на гръцкото консулство в Еласона от 1904 година в Елевтерохори (Ελευθεροχώρι), Гревенска каза, живеят 52 гърци елинофони християни.

### В Гърция
През Балканската война в 1912 година в селото влизат гръцки части и след Междусъюзническата в 1913 година Добрани влиза в състава на Кралство Гърция.
Населението произвежда жито, овошки и други земеделски култури, като се занимава частично и със скотовъдство.
| Година    | 1913 | 1920 | 1928 | 1940 | 1951 | 1961 | 1971 | 1981 | 1991 | 2001 | 2011 | 2021 |
| --------- | ---- | ---- | ---- | ---- | ---- | ---- | ---- | ---- | ---- | ---- | ---- | ---- |
| Население | 52   | 48   | 32   | 198  | 150  | 125  | 105  | 104  | 83   | 82   | 59   | 39   |

В района на селото има две църкви: „Свети Георги“ и „Свети Атанасий“.